# Tercera División de Venezuela 2017
La Temporada 2017 de la Tercera División de Venezuela comenzó el 11 de marzo, con la participación de 43 equipos, y finalizó el 13 de diciembre.

## Sistema de competición
La temporada se dividirá en 4 fasesː apertura, clausura, ronda de cuadrangulares y final. Cada equipo en las dos primeras fases disputarán 10 jornadas; ambos torneos se disputarán en un sistema de grupos. Los líderes de cada zona, y el mejor segundo de la temporada (teniendo en consideración la suma de puntos en ambos torneos Apertura y Clausura) avanzarán a la fase final del torneo, la cual consta de 2 cuadrangulares de 4 equipos cada uno, donde los líderes de cada cuadrangular serán quienes asciendan a la Segunda División, y además disputarán la final absoluta de la temporada para definir al campeón absoluto de la categoría.
Los 41 equipos participantes, fueron distribuidos de la siguiente manera:
- 1 grupo de 8 equipos (Occidental II), que a su vez, se subdividen en 2 grupos de 4 equipos (Occidental II-A y Occidental II-B). Habrán partidos inter-grupales entre los A y B de cada región.

- 5 grupos de 6 equipos (Oriental I, Oriental II, Central I, Central II y Centro-Occidental) y 1 grupo de 5 equipos (Occidental I)..

## Ascensos y descensos

### Intercambios entre la Segunda División y la Tercera División
| Pos | A la Segunda División de Venezuela 2017 |
| --- | --------------------------------------- |
| -   | Atlético Guanare                        |
| -   | Yaracuy FC                              |

| Pos | a la Tercera División Venezolana 2017 |
| --- | ------------------------------------- |
| -   | Policía de Lara                       |
| -   | Mineros de Guayana B                  |
| -   | Arroceros de Calabozo                 |
| -   | Deportivo La Guaira B                 |

### Intercambios entre el Tercera División y losTorneos Estadales
| Pos | de los Torneos Estadales     |
| --- | ---------------------------- |
| -   | Metropolitanos FC B          |
| -   | Universitarios de Barinas FC |
| -   | Ortiz FC                     |
| -   | Ciudad Vinotinto             |
| -   | Atlético Furrial             |
| -   | EF Profesor Mejía            |
| -   | Libertador FC                |
| -   | Pacairigua SC                |
| -   | Chorrerón FC                 |
| -   | Sucre FC                     |
| -   | Yaracuy FC B                 |
| -   | Cafetaleros de Biscucuy      |
| -   | CD Hermanos Colmenárez       |
| -   | Academia JAP                 |
| -   | Ilusión Naranja Barinas FC   |
| -   | FC El Piñal                  |
| -   | FC Academia Elite            |
| -   | Petroleros del Zulia         |
| -   | Atlético Rey                 |

| Pos | a los Torneos Estadales |
| --- | ----------------------- |
| -   | Deportivo Upata         |
| -   | Yaddiel Sport FC        |
| -   | Libertad SFC            |
| -   | Atlético Sucre CF       |
| -   | Petare FC B             |
| -   | Centro Hispano FC       |
| -   | Hermandad Gallega FC    |
| -   | Yaritagua FC            |
| -   | Unión Lara SC           |
| -   | Yaracuyanos FC B        |
| -   | FA San Camilo FC        |
| -   | Junidense FC            |
| -   | Lotería del Táchira FC  |
| -   | Ureña SC B              |
| -   | Iutenses FC             |
| -   | Atlético Los Andes      |
| -   | Trujillanos FC B        |
| -   | Perijaneros FC          |

## Equipos participantes
| Club                                                                         | Ciudad                  | Estadio                        |
| ---------------------------------------------------------------------------- | ----------------------- | ------------------------------ |
| Academia JAP                                                                 | Barinas                 | Los Pozones                    |
| FC Academia Elite                                                            | Mérida                  | Guillermo Soto Rosa            |
| Arroceros de Calabozo                                                        | Calabozo                | Alfredo Simonpetri             |
| Atlético Furrial                                                             | Maturín                 | Alexander Bottini              |
| FC El Piñal                                                                  | El Piñal                | José Eladio Montoya            |
| Atlético Mérida FC                                                           | Mérida                  | Metropolitano de Mérida        |
| Atlético Rey                                                                 | Santa Bárbara del Zulia | J. de D. Gonzalez              |
| Cafetaleros de Biscucuy                                                      | Biscucuy                | Hermanos Alberto Azuaje        |
| Carabobo B                                                                   | Valencia                | Misael Delgado                 |
| Chorrerón FC                                                                 | Guanta                  | Polideportivo de Guanta        |
| Ciudad Vinotinto                                                             | Lechería                | Complejo Ciudad Vinotinto      |
| Deportivo Anzoategui B                                                       | Puerto La Cruz          | Salvador de la Plaza           |
| Deportivo La Guaira B                                                        | Caracas                 | Cancha Fray Luis I             |
| Deportivo Nueva Esparta                                                      | Pampatar                | Ciudad Deportiva               |
| Deportivo Táchira B                                                          | San Cristóbal           | Complejo Deportivo UCAT        |
| EF Profesor Mejía                                                            | Maturín                 | Alexander Bottini              |
| AD El Nula                                                                   | El Nula                 | Pedro Regal Márquez            |
| Hermandad Gallega FC                                                         | Caracas                 | Valle Fresco                   |
| CD Hermanos Colmenárez                                                       | Barinas                 | Reinaldo Melo                  |
| Ilusión Naranja Barinas FC                                                   | Barinas                 | Reinaldo Melo                  |
| Independiente La Fría                                                        | La Fría                 | Humberto Laurano               |
| Internacional Turén                                                          | Turén                   | Victor Julio Ramos             |
| Libertador FC                                                                | Caracas                 | Cancha Fray Luis II            |
| Madeira Club Lara                                                            | Cabudare                | Club Madeira                   |
| Archivo:600px 600px bisection vertical White HEX-0033CC.svg Metropolitanos B | Caracas                 | Cancha Universidad Santa Maria |
| Minasoro FC                                                                  | El Callao               | Héctor Thomas                  |
| Mineros de Guayana B                                                         | Puerto Ordaz            | CTE Cachamay                   |
| Minervén SC                                                                  | El Callao               | Héctor Thomas                  |
| Monagas B                                                                    | Maturín                 | Alexander Bottini              |
| Ortiz FC                                                                     | Ortiz                   | Alfredo Simonpetri             |
| Pellícano FC                                                                 | Maiquetía               | Cancha Fray Luis I             |
| Pacairigua SC                                                                | Guatire                 | Guido Blanco                   |
| Petroleros del Zulia                                                         | Maracaibo               | La Rotaria                     |
| Policía de Lara FC                                                           | Barquisimeto            | Farid Richa                    |
| Politáchira FC                                                               | Táriba                  | 12 de Febrero                  |
| Próceres FC                                                                  | Barinas                 | Los Pozones                    |
| Sucre FC                                                                     | Cumaná                  | Félix Velásquez                |
| Talentos del Sur                                                             | San Francisco           | Villa Bolivariana              |
| UDCA Margarita FC                                                            | Porlamar                | Cancha Alfredo Díaz            |
| UD Lara                                                                      | Barquisimeto            | Farid Richa                    |
| Universitarios de Barinas                                                    | Barinas                 | Reinaldo Melo                  |
| Yaracuy FC B                                                                 | San Felipe              | Florentino Oropeza             |
| Zulia FC B                                                                   | Maracaibo               | José Encarnación Romero        |

## Clasificación

### Grupo Oriental I
|  |    | Equipo               | JJ | JG | JE | JP | GF | GC | PTS | DG  |
|  | -- | -------------------- | -- | -- | -- | -- | -- | -- | --- | --- |
|  | 1. | Atlético Furrial     | 20 | 10 | 6  | 4  | 28 | 18 | 36  | +10 |
|  | 2. | Mineros de Guayana B | 20 | 7  | 7  | 6  | 32 | 24 | 28  | +8  |
|  | 3. | EF Mejias            | 20 | 8  | 4  | 8  | 26 | 24 | 28  | +2  |
|  | 4. | Monagas SC B         | 20 | 7  | 6  | 7  | 26 | 28 | 27  | -2  |
|  | 5. | Minervén SC          | 20 | 6  | 5  | 9  | 23 | 31 | 23  | -8  |
|  | 6. | Minasoro FC          | 20 | 5  | 6  | 9  | 26 | 36 | 21  | -10 |

### Grupo Oriental II
|  |    | Equipo                  | JJ | JG | JE | JP | GF | GC | PTS | DG  |
|  | -- | ----------------------- | -- | -- | -- | -- | -- | -- | --- | --- |
|  | 1. | Deportivo Anzoategui B  | 20 | 11 | 3  | 6  | 28 | 15 | 39  | +13 |
|  | 2. | Deportivo Nueva Esparta | 20 | 10 | 4  | 6  | 27 | 22 | 34  | +5  |
|  | 3. | UDCA Margarita FC       | 20 | 9  | 3  | 8  | 28 | 28 | 30  | 0   |
|  | 4. | Chorrerón FC            | 20 | 8  | 5  | 7  | 29 | 32 | 29  | -3  |
|  | 5. | Ciudad Vinotinto        | 20 | 8  | 4  | 8  | 30 | 17 | 28  | +13 |
|  | 6. | Sucre FC                | 20 | 1  | 4  | 15 | 18 | 46 | 7   | -28 |

### Grupo Central I
|  |    | Equipo                  | JJ | JG | JE | JP | GF | GC | PTS | DG  |
|  | -- | ----------------------- | -- | -- | -- | -- | -- | -- | --- | --- |
|  | 1. | UD Lara                 | 20 | 13 | 4  | 3  | 51 | 21 | 43  | +30 |
|  | 2. | Arroceros de Calabozo   | 20 | 12 | 6  | 2  | 57 | 16 | 42  | +41 |
|  | 3. | Carabobo FC B           | 20 | 12 | 5  | 3  | 33 | 10 | 41  | +23 |
|  | 4. | Ortiz FC                | 20 | 5  | 13 | 2  | 25 | 49 | 18  | -24 |
|  | 5. | Yaracuy FC B            | 20 | 3  | 3  | 14 | 26 | 53 | 12  | -27 |
|  | 6. | Cafetaleros de Biscucuy | 20 | 2  | 5  | 13 | 17 | 60 | 11  | -43 |

### Grupo Central II
|  |    | Equipo                | JJ | JG | JE | JP | GF | GC | PTS | DG  |
|  | -- | --------------------- | -- | -- | -- | -- | -- | -- | --- | --- |
|  | 1. | Libertador FC         | 20 | 13 | 4  | 3  | 42 | 20 | 43  | +22 |
|  | 2. | Deportivo la Guaira B | 20 | 11 | 7  | 2  | 41 | 20 | 40  | +21 |
|  | 3. | Metropolitanos FC B   | 20 | 8  | 7  | 5  | 30 | 25 | 31  | +5  |
|  | 4. | Hermandad Gallega FC  | 20 | 4  | 7  | 9  | 28 | 30 | 19  | -2  |
|  | 5. | Pacarigua SC          | 20 | 4  | 6  | 10 | 22 | 32 | 18  | -10 |
|  | 6. | Pellícano FC          | 20 | 3  | 3  | 14 | 21 | 57 | 12  | -36 |

### Grupo Centro-Occidental
|  |    | Equipo              | JJ | JG | JE | JP | GF | GC | PTS | DG  |
|  | -- | ------------------- | -- | -- | -- | -- | -- | -- | --- | --- |
|  | 1. | Madeira Club Lara   | 20 | 10 | 6  | 4  | 33 | 18 | 36  | +15 |
|  | 2. | Internacional Turén | 20 | 11 | 3  | 6  | 38 | 24 | 36  | +14 |
|  | 3. | CD Hnos. Colmenarez | 20 | 8  | 4  | 8  | 25 | 21 | 28  | +4  |
|  | 4. | Ilusión Naranja     | 20 | 6  | 7  | 7  | 26 | 34 | 25  | -8  |
|  | 5. | Policia de Lara FC  | 19 | 7  | 4  | 8  | 27 | 33 | 25  | -6  |
|  | 6. | Academia JAP        | 19 | 3  | 4  | 12 | 11 | 40 | 13  | -29 |

### Grupo Occidental I
|  |    | Equipo               | JJ | JG | JE | JP | GF | GC | PTS | DG  |
|  | -- | -------------------- | -- | -- | -- | -- | -- | -- | --- | --- |
|  | 1. | Zulia FC B           | 20 | 11 | 3  | 6  | 49 | 34 | 36  | +15 |
|  | 2. | Petroleros del Zulia | 20 | 9  | 5  | 6  | 40 | 32 | 32  | +8  |
|  | 3. | CD Atlético Rey      | 20 | 8  | 3  | 9  | 32 | 24 | 27  | +8  |
|  | 4. | Atlético Merida FC   | 20 | 3  | 1  | 16 | 16 | 60 | 10  | -44 |

### Grupo Occidental II
|  |    | Equipo                       | JJ | JG | JE | JP | GF | GC | PTS | DG  |
|  | -- | ---------------------------- | -- | -- | -- | -- | -- | -- | --- | --- |
|  | 1. | Próceres FC                  | 22 | 13 | 7  | 2  | 49 | 29 | 46  | +20 |
|  | 2. | Deportivo Táchira B          | 22 | 13 | 5  | 4  | 54 | 26 | 44  | +28 |
|  | 3. | AD El Nula                   | 22 | 12 | 8  | 2  | 35 | 14 | 44  | +21 |
|  | 4. | FC Academia Élite            | 22 | 10 | 2  | 10 | 43 | 39 | 32  | +4  |
|  | 5. | Independiente la Fria        | 22 | 8  | 4  | 10 | 30 | 32 | 28  | -2  |
|  | 6. | FC El Piñal                  | 22 | 4  | 6  | 12 | 27 | 52 | 18  | -25 |
|  | 7. | Universitarios de Barinas FC | 22 | 1  | 6  | 15 | 16 | 44 | 9   | -28 |

## Torneo Apertura
Comienzo del torneo 11 de marzo de 2017
Nota: Los resultados indicados en las tablas ubicada a la derecha están bajo el siguiente código de colores: azul corresponden a victoria del equipo local, rojo a victoria visitante, amarillo a empate, verde a triunfo por incomparecencia, y naranja a triunfo por decisión administrativa.

### Grupo Oriental I
|   | Equipo            | JJ | JG | JE | JP | GF | GC | PTS | DG |
| - | ----------------- | -- | -- | -- | -- | -- | -- | --- | -- |
| 1 | Mineros B         | 09 | 3  | 4  | 2  | 15 | 11 | 13  | 4  |
| 2 | Atlético Furrial  | 08 | 3  | 4  | 1  | 12 | 10 | 13  | 2  |
| 3 | Minasoro FC       | 08 | 3  | 3  | 2  | 12 | 10 | 12  | 2  |
| 4 | Monagas SC B      | 09 | 3  | 3  | 3  | 14 | 17 | 12  | -3 |
| 5 | EF Profesor Mejía | 09 | 3  | 2  | 4  | 14 | 14 | 11  | 0  |
| 6 | Minervén SC       | 09 | 2  | 2  | 5  | 10 | 15 | 08  | -5 |

| Apertura 2017        | EFU | AME | MNS | MIN | MNV | MON |
| Atlético Furrial     | X   | 1-1 | SUS | 1-1 | 3-1 | 2-4 |
| EF Profesor Mejía    |     | X   | 1-3 | 1-1 | 2-3 | 3-0 |
| Minasoro FC          | 1-2 | 1-0 | X   | 1-2 | 1-0 | 1-1 |
| Mineros de Guayana B | 1-1 | 3-0 |     | X   | 3-1 | 1-1 |
| Minerven SC          | 1-1 | 1-2 | 1-1 | 2-1 | X   |     |
| Monagas SC B         | 1-0 | 1-4 | 3-3 | 3-2 |     | X   |

### Grupo Oriental II
|   | Equipo                  | JJ | JG | JE | JP | GF | GC | PTS | DG  |
| - | ----------------------- | -- | -- | -- | -- | -- | -- | --- | --- |
| 1 | Dvo Anzoátegui B        | 09 | 5  | 4  | 0  | 17 | 05 | 19  | 12  |
| 2 | Chorrerón FC            | 09 | 4  | 3  | 2  | 18 | 18 | 15  | 0   |
| 3 | Ciudad Vinotinto        | 09 | 4  | 2  | 3  | 15 | 07 | 14  | 8   |
| 4 | Deportivo Nueva Esparta | 08 | 4  | 2  | 3  | 14 | 13 | 14  | 1   |
| 5 | UDCA Margarita FC       | 09 | 2  | 2  | 5  | 10 | 18 | 08  | -8  |
| 6 | Sucre FC                | 09 | 0  | 3  | 6  | 08 | 21 | 03  | -13 |

| Apertura 2017           | CVI | DNE | DAZ | CHO | UDC | SUC |
| Ciudad Vinotinto        | X   | 0-1 | 1-1 | 2-0 | 4-0 | 3-1 |
| Deportivo Nueva Esparta | 2-0 | X   | 1-3 | 3-3 |     | 2-0 |
| Deportivo Anzoátegui B  | 1-0 | 2-0 | X   |     | 0-0 | 3-0 |
| Chorrerón FC            | 1-1 | 2-1 | 1-5 | X   | 3-2 | 3-1 |
| UDCA Margarita FC       | 0-4 | 1-2 | 1-1 | 1-3 | X   | 3-0 |
| Sucre FC                |     | 2-2 | 1-1 | 2-2 | 1-2 | X   |

### Grupo Central I
|   | Equipo            | JJ | JG | JE | JP | GF | GC | PTS | DG |
| - | ----------------- | -- | -- | -- | -- | -- | -- | --- | -- |
| 1 | Libertador FC     | 08 | 5  | 1  | 2  | 17 | 11 | 16  | 6  |
| 2 | Dvo La Guaira B   | 08 | 4  | 3  | 1  | 15 | 08 | 14  | 7  |
| 3 | Pacairigua SC     | 08 | 3  | 3  | 2  | 13 | 14 | 12  | -1 |
| 4 | Hermandad Gallega | 08 | 2  | 2  | 4  | 10 | 11 | 11  | -1 |
| 5 | Metropolitanos B  | 08 | 2  | 3  | 3  | 09 | 11 | 09  | -2 |
| 6 | Pellicano FC      | 08 | 1  | 2  | 5  | 11 | 20 | 05  | -9 |

| Apertura 2017       | DLG | HGV | LIB | MET | MPA | PEL |
| Deportivo La Guaira | X   | 2-2 | 3-1 | 2-0 | 3-1 | 4-1 |
| Hermandad Gallega   |     | X   | 1-0 | 1-2 | 0-1 | 3-0 |
| Libertador FC       | 1-3 | 3-1 | X   |     | 2-2 | 3-1 |
| Metropolitanos FC   | 0-0 | 2-2 | 0-1 | X   | SUS | 2-3 |
| Pacairigua SC       | 2-0 | 1-0 | 1-4 | 2-2 | X   |     |
| Pellicano FC        | 3-3 | SUS | 2-3 | 0-1 |     | X   |

### Grupo Central II
|   | Equipo                  | JJ | JG | JE | JP | GF | GC | PTS | DG  |
| - | ----------------------- | -- | -- | -- | -- | -- | -- | --- | --- |
| 1 | UD Lara                 | 09 | 7  | 2  | 0  | 27 | 08 | 23  | 19  |
| 2 | Carabobo FC B           | 07 | 4  | 2  | 1  | 11 | 03 | 14  | 8   |
| 3 | Arroceros de Calabozo   | 09 | 2  | 6  | 1  | 16 | 09 | 12  | 7   |
| 4 | Ortiz FC                | 08 | 2  | 2  | 4  | 10 | 19 | 08  | -9  |
| 5 | Yaracuy FC B            | 09 | 1  | 2  | 6  | 10 | 16 | 05  | -6  |
| 6 | Cafetaleros de Biscucuy | 08 | 1  | 2  | 5  | 06 | 26 | 05  | -20 |

| Apertura 2017           | ARR | CAF  | CRB | ORT | UDL | YFC |
| Arroceros de Calabozo   | X   | 7-0  | 0-0 | 1-1 | 0-0 | 3-2 |
| Cafetaleros de Biscucuy |     | X    | 0-2 | 3-0 | 0-1 | 1-1 |
| Carabobo FC             | 0-0 |      | X   | 4-0 |     | 3-1 |
| Ortiz FC                | 2-2 | 2-0  | SUS | X   | 1-4 |     |
| UD Lara                 | 2-2 | 11-0 | 2-1 | 4-2 | X   | 1-0 |
| Yaracuy FC              | 2-1 | 2-2  | 0-1 | 1-2 | 1-2 | X   |

### Grupo Centro Occidental
|   | Equipo                | JJ | JG | JE | JP | GF | GC | PTS | DG |
| - | --------------------- | -- | -- | -- | -- | -- | -- | --- | -- |
| 1 | Internacional Turén   | 10 | 5  | 1  | 4  | 21 | 17 | 16  | 4  |
| 2 | Ilusión Naranja       | 10 | 4  | 4  | 2  | 14 | 12 | 16  | 2  |
| 3 | Madeira Club Lara     | 10 | 4  | 3  | 3  | 16 | 13 | 15  | 3  |
| 4 | CD Hermanos Hernández | 10 | 4  | 1  | 5  | 11 | 10 | 13  | 1  |
| 5 | Policía de Lara       | 10 | 3  | 1  | 4  | 11 | 14 | 10  | -3 |
| 6 | Academia JAP          | 08 | 2  | 1  | 5  | 08 | 14 | 07  | -6 |

| Apertura 2017       | JAP | HHE | INA | ITU | MCL | PLA  |
| José Antonio Paéz   | X   | 0-2 | 2-1 | 2-1 | 0-2 | SUSP |
| Hermanos Hernández  | 0-1 | X   | 0-1 | 2-1 | 0-2 | 4-0  |
| Ilusión Naranja     | 1-1 | 2-2 | X   | 1-0 | 2-2 | 2-1  |
| Internacional Turén | 3-1 | 2-0 | 1-2 | X   | 3-2 | 2-1  |
| Madeira Club Lara   | 3-2 | 0-1 | 1-1 | 1-2 | X   | 1-0  |
| Policía de Lara     | 3-0 | 1-0 | 2-1 | 2-4 | 2-2 | X    |

### Grupo Occidental I
|   | Equipo               | JJ | JG | JE | JP | GF | GC | PTS | DG  |
| - | -------------------- | -- | -- | -- | -- | -- | -- | --- | --- |
| 1 | Talentos del Sur     | 07 | 6  | 0  | 1  | 15 | 04 | 18  | 11  |
| 2 | Zulia FC B           | 07 | 5  | 1  | 1  | 15 | 10 | 16  | 5   |
| 3 | Petroleros del Zulia | 08 | 3  | 1  | 4  | 12 | 14 | 10  | -2  |
| 4 | Atlético Rey         | 07 | 2  | 0  | 5  | 08 | 09 | 06  | -1  |
| 5 | Atlético Mérida      | 07 | 1  | 0  | 6  | 08 | 21 | 03  | -13 |

| Apertura 2017        | AME | ARE | PZU | TDS | ZUL |
| Atlético Mérida      | X   |     | 1-3 | 1-0 | 1-2 |
| Atlético Rey         | 3-1 | X   | 0-1 | 1-2 | 0-1 |
| Petroleros del Zulia | 5-1 | 0-2 | X   | 0-3 | 3-3 |
| Talentos del Sur     | 3-0 | 2-1 | 3-0 | X   | 2-1 |
| Zulia FC             | 5-3 | 2-1 | 1-0 |     | X   |

### Grupo Occidental II
|   | Equipo                    | JJ | JG | JE | JP | GF | GC | PTS | DG  |
| - | ------------------------- | -- | -- | -- | -- | -- | -- | --- | --- |
| 1 | AD El Nula                | 09 | 7  | 2  | 0  | 18 | 04 | 23  | 14  |
| 2 | Próceres FC               | 09 | 6  | 2  | 1  | 20 | 08 | 20  | 12  |
| 3 | FC El Piñal               | 09 | 1  | 3  | 5  | 09 | 22 | 06  | -13 |
| 4 | Universitarios de Barinas | 09 | 1  | 2  | 6  | 07 | 15 | 05  | -8  |

|   | Equipo                | JJ | JG | JE | JP | GF | GC | PTS | DG  |
| - | --------------------- | -- | -- | -- | -- | -- | -- | --- | --- |
| 1 | Independiente La Fría | 09 | 4  | 2  | 3  | 14 | 09 | 14  | 5   |
| 2 | Deportivo Táchira B   | 09 | 3  | 4  | 2  | 19 | 13 | 13  | 6   |
| 3 | FC Academia Élite     | 09 | 4  | 1  | 4  | 12 | 14 | 13  | -2  |
| 4 | Politáchira FC        | 09 | 1  | 2  | 6  | 10 | 23 | 05  | -13 |

| Apertura 2017                | AEN | PIÑ | LPB | UDB | AEL | TAC | IND | PTA |
| AD El Nula                   | X   | 2-0 | 2-2 | 3-0 | 2-0 | 0-0 |     |     |
| FC El Piñal                  | 0-4 | X   | 1-0 | 0-0 |     |     | 0-2 | 2-2 |
| Próceres FC                  |     | 4-2 | X   | 2-0 | 4-0 | 3-1 |     |     |
| Universitarios de Barinas FC | 1-2 |     | 0-2 | X   |     |     | 0-2 | 4-0 |
| FC Academia Elite            | 0-3 | 2-2 |     | 2-0 | X   | 2-1 |     | 0-1 |
| Deportivo Táchira B          |     | 6-2 |     | 1-1 | 1-2 | X   | 2-2 | 4-2 |
| Independiente La Fría        | 0-1 |     | 1-2 |     | 0-3 | 1-1 | X   | 5-0 |
| Politáchira FC               | 2-3 |     | 2-2 |     | 1-3 |     | 0-1 | X   |

Datos actualizados al: 21 de marzo (Jornada 10)
|  |                         |
|  | Primeros en sus grupos. |

Pts = Puntos; PJ = Partidos jugados; G = Partidos ganados; E = Partidos empatados; P = Partidos perdidos; GF = Goles anotados; GC = Goles recibidos; Dif = Diferencia de goles

## Torneo Clausura
Inició el 19 de agosto de 2017. Antes del inicio, los equipos Talentos del Sur (Grupo Occidental I) y Politáchira FC (Grupo Occidental II-B) desistieron de seguir en competencia, quedando el Grupo Occidental I con 4 conjuntos, disputando 12 jornadas y el Grupo Occidental II, que antes estaba subdividido en A Y B, a ser unificado con 7 conjuntos, disputando 14 jornadas.
Nota: Los resultados indicados en las tablas ubicada a la derecha están bajo el siguiente código de colores: azul corresponden a victoria del equipo local, rojo a victoria visitante, amarillo a empate, verde a triunfo por incomparecencia, y naranja a triunfo por decisión administrativa.

### Grupo Oriental I
|   | Equipo             | JJ | JG | JE | JP | GF | GC | PTS | DG |
| - | ------------------ | -- | -- | -- | -- | -- | -- | --- | -- |
| 1 | Atlético Furrial   | 10 | 6  | 2  | 2  | 13 | 05 | 20  | +8 |
| 2 | EF Profesor Mejías | 10 | 5  | 2  | 3  | 11 | 08 | 17  | +3 |
| 3 | Monagas SC B       | 10 | 4  | 2  | 4  | 12 | 11 | 14  | +1 |
| 4 | Minervén SC        | 10 | 4  | 2  | 4  | 13 | 16 | 14  | -3 |
| 5 | Mineros B          | 10 | 3  | 3  | 4  | 13 | 13 | 12  | 0  |
| 6 | Minasoro FC        | 10 | 1  | 3  | 6  | 12 | 21 | 6   | -9 |

| Clausura 2017        | EFU | AME | MNS | MIN | MNV | MON |
| Atlético El Furrial  | X   | 0-0 | 2-0 | 2-0 | 3-0 | 0-0 |
| EF Profesor Mejía    | 1-0 | X   | 3-1 | 0-2 | 2-0 | 0-1 |
| Minasoro FC          | 1-2 | 1-2 | X   | 1-1 | 0-2 | 2-0 |
| Mineros de Guayana B | 0-1 | 1-0 | 2-2 | X   | 4-2 | 1-2 |
| Minerven SC B        | 3-1 | 0-0 | 3-3 | 1-0 | X   | 1-0 |
| Monagas SC           | 0-2 | 1-2 | 4-1 | 2-2 | 2-0 | X   |

### Grupo Oriental II
|   | Equipo            | JJ | JG | JE | JP | GF | GC | PTS | DG  |
| - | ----------------- | -- | -- | -- | -- | -- | -- | --- | --- |
| 1 | Dvo Nueva Esparta | 10 | 6  | 2  | 2  | 13 | 6  | 20  | +7  |
| 2 | Dvo Anzoátegui B  | 10 | 6  | 2  | 2  | 11 | 9  | 20  | +3  |
| 3 | UDCA Margarita FC | 10 | 6  | 1  | 3  | 15 | 10 | 19  | +5  |
| 4 | Chorrerón FC      | 10 | 4  | 2  | 4  | 13 | 11 | 14  | +2  |
| 5 | Ciudad Vinotinto  | 10 | 3  | 2  | 5  | 12 | 8  | 11  | +4  |
| 6 | Sucre FC          | 10 | 0  | 1  | 9  | 5  | 25 | 1   | -20 |

| Clausura 2017           | CVI | DNE | DAZ  | CHO | UDC  | SUC |
| Ciudad Vinotinto        | X   | 0-1 | 0-1  | 0-0 | 0-0  | 2-0 |
| Deportivo Nueva Esparta | 2-0 | X   | 0-1  | 1-2 | 2-0  | 2-1 |
| Deportivo Anzoátegui    | 1-0 | 1-1 | X    | 2-0 | 0-3* | 2-1 |
| Chorrerón FC            | 2-1 | 0-2 | **   | X   | 2-3  | 3-0 |
| UDCA Margarita FC       | 1-3 | 0-1 | 3-0* | 1-0 | X    | 2-1 |
| Sucre FC                | 0-6 | 1-1 | 0-2  | 0-3 | 1-2  | X   |

### Grupo Central I
|   | Equipo            | JJ | JG | JE | JP | GF | GC | PTS | DG  |
| - | ----------------- | -- | -- | -- | -- | -- | -- | --- | --- |
| 1 | Libertador FC     | 10 | 7  | 3  | 0  | 24 | 7  | 24  | +17 |
| 2 | Dvo La Guaira B   | 10 | 5  | 4  | 1  | 21 | 11 | 19  | +10 |
| 5 | Metropolitanos B  | 10 | 5  | 4  | 1  | 19 | 13 | 19  | +6  |
| 4 | Hermandad Gallega | 10 | 2  | 4  | 4  | 16 | 16 | 10  | 0   |
| 3 | Pacairigua SC     | 10 | 1  | 3  | 6  | 8  | 14 | 6   | -6  |
| 6 | Pellicano FC      | 10 | 1  | 0  | 9  | 7  | 35 | 3   | -28 |

| Clausura 2017       | DLG | HGV | LIB | MET | MPA | PEL |
| Deportivo La Guaira | X   | 3-1 | 1-2 | 4-2 | 1-0 | 7-2 |
| Hermandad Gallega   | 1-1 | X   | 0-3 | 1-1 | 1-1 | 5-0 |
| Libertador FC       | 1-1 | 1-0 | X   | 3-3 | 3-0 | 4-0 |
| Metropolitanos FC   | 0-0 | 3-2 | 1-1 | X   | 2-1 | 3-0 |
| Pacairigua SC       | 1-1 | 0-0 | 1-2 | 1-2 | X   | 0-2 |
| Pellicano FC        | 1-2 | 2-5 | 0-4 | 0-2 | 0-3 | X   |

### Grupo Central II
|   | Equipo                  | JJ | JG | JE | JP | GF | GC | PTS | DG  |
| - | ----------------------- | -- | -- | -- | -- | -- | -- | --- | --- |
| 3 | Arroceros de Calabozo   | 10 | 9  | 0  | 1  | 39 | 7  | 27  | +32 |
| 2 | Carabobo FC B           | 10 | 6  | 2  | 2  | 15 | 6  | 20  | +9  |
| 1 | UD Lara                 | 10 | 6  | 1  | 3  | 23 | 13 | 19  | +10 |
| 4 | Ortiz FC                | 10 | 3  | 1  | 6  | 15 | 21 | 10  | -6  |
| 6 | Cafetaleros de Biscucuy | 10 | 1  | 3  | 6  | 11 | 29 | 6   | -18 |
| 5 | Yaracuy FC B            | 10 | 1  | 1  | 8  | 10 | 37 | 4   | -27 |

| Clausura 2017           | ARR | CAF  | CRB | ORT | UDL | YFC  |
| Arroceros de Calabozo   | X   | **   | 2-1 | 5-0 | 1-0 | 9-0  |
| Cafetaleros de Biscucuy | 1-2 | X    | 0-0 | 1-1 | 1-1 | 5-3  |
| Carabobo FC B           | 1-0 | 3-0* | X   | 2-0 | 1-0 | 3-1  |
| Ortiz FC                | 2-3 | 3-1  | 0-3 | X   | 2-4 | 3-0* |
| UD Lara                 | 2-3 | 4-1  | 3-1 | 2-1 | X   | 3-1  |
| Yaracuy FC B            | 0-7 | 4-1  | 0-0 | 0-3 | 1-4 | X    |

### Grupo Centro Occidental
|   | Equipo                 | JJ | JG | JE | JP | GF | GC | PTS | DG  |
| - | ---------------------- | -- | -- | -- | -- | -- | -- | --- | --- |
| 1 | Madeira Club Lara      | 10 | 6  | 3  | 1  | 17 | 05 | 21  | +12 |
| 2 | Internacional Turén    | 10 | 6  | 2  | 2  | 17 | 07 | 20  | +10 |
| 3 | CD Hermanos Colmenárez | 10 | 4  | 3  | 3  | 14 | 11 | 15  | +3  |
| 4 | Policía de Lara        | 10 | 4  | 2  | 4  | 12 | 15 | 14  | -3  |
| 5 | Ilusión Naranja        | 10 | 2  | 3  | 5  | 12 | 12 | 09  | 0   |
| 6 | Academia JAP           | 10 | 0  | 3  | 7  | 02 | 24 | 03  | -22 |

| Clausura 2017          | JAP | HHE | INA | ITU  | MCL  | PLA |
| José Antonio Paéz      | X   | 1-1 | 0-0 | 0-3* | 0-3* | 1-1 |
| CD Hermanos Colmenárez | **  | X   | 1-1 | 1-2  | 0-2  | 2-0 |
| Ilusión Naranja        | **  | 2-3 | X   | 0-0  | 1-2  | 3-1 |
| Internacional Turén    | 4-0 | 2-0 | 1-0 | X    | 1-1  | 1-2 |
| Madeira Club Lara      | 3-0 | **  | 1-0 | 3-0  | X    | 1-2 |
| Policía de Lara        | 3-0 | 0-2 | 3-2 | 0-3  | 0-0  | X   |

### Grupo Occidental I
|   | Equipo               | JJ | JG | JE | JP | GF | GC | PTS | DG  |
| - | -------------------- | -- | -- | -- | -- | -- | -- | --- | --- |
| 1 | Petroleros del Zulia | 12 | 6  | 4  | 2  | 28 | 18 | 22  | +10 |
| 2 | Zulia FC B           | 12 | 6  | 2  | 4  | 33 | 21 | 20  | +12 |
| 3 | Atlético Rey         | 12 | 6  | 2  | 4  | 23 | 14 | 20  | +10 |
| 4 | Atlético Mérida      | 12 | 2  | 0  | 10 | 7  | 38 | 06  | -31 |

| Clausura 2017        | AME | ARE | PZU | ZUL |
| Atlético Mérida      | X   | 0-3 | 1-0 | 0-2 |
| Atlético Rey         | 3-0 | X   | 0-1 | 2-1 |
| Petroleros del Zulia | 3-1 | 3-1 | X   | 4-2 |
| Zulia FC             | 2-0 | 3-2 | 1-1 | X   |